# Echium italicum
Espèce
La  Vipérine d'Italie, Echium italicum est une espèce de plante bisannuelle,  de la famille des Boraginaceae originaire de Méditerranée.

## Synonymes

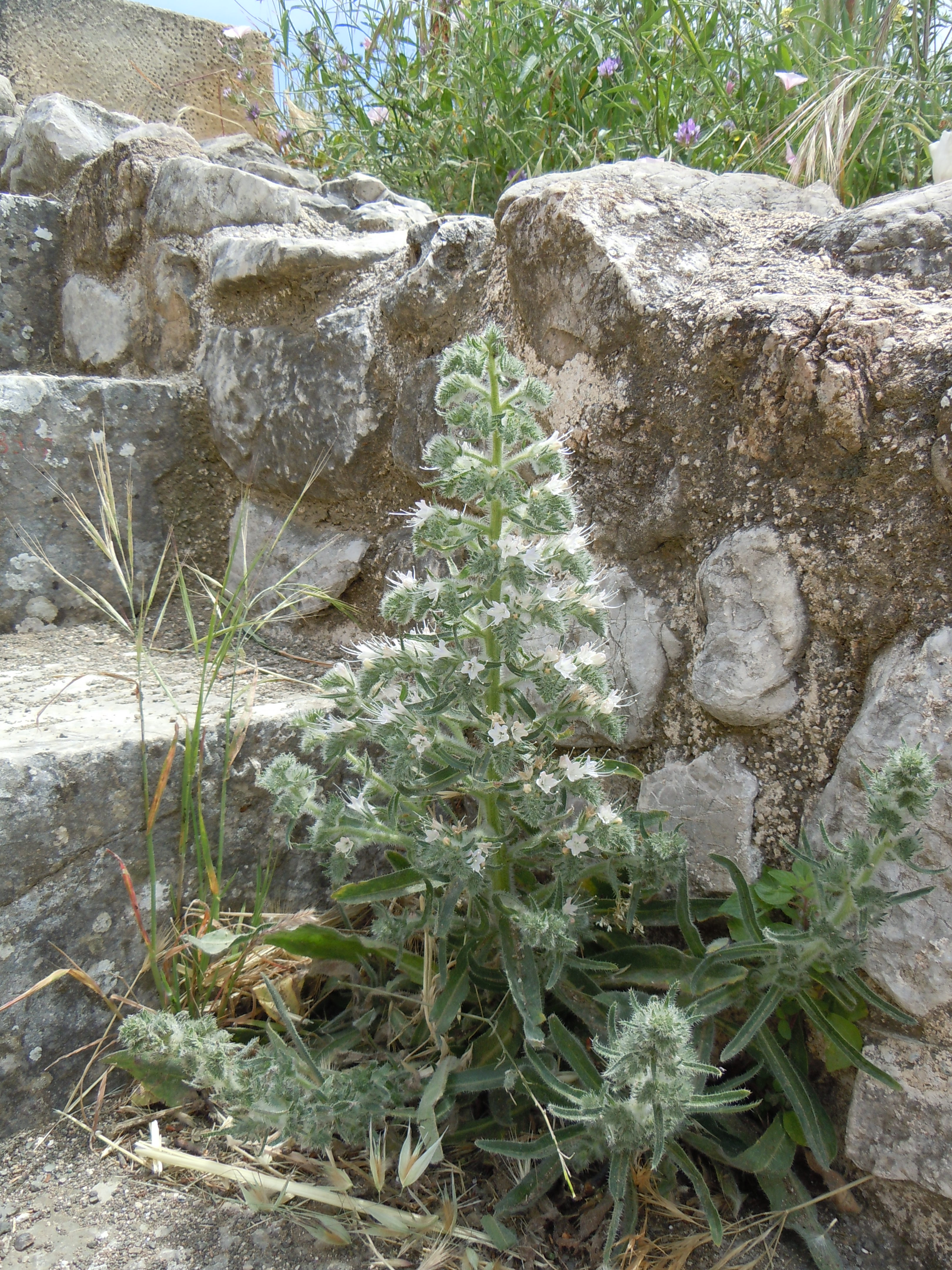
Echium italicum dans les ruines d'Épidaure

- Echium biebersteinii Lacaita

## Description
- Plante bisannuelle, poilue ; à tige centrale très ramifiée et forme pyramidale caractéristique.
- Feuilles basales grandes et lancéolées.

## Habitat
- Endroits secs, friches, au bord des chemins.

## Usages
Vingt-deux composants ont été identifiés dans cette huile. Les principaux constituants de l'huile essentielle étaient l'hexadécanol (27,1%) et la pulegone (8,8%).
L'huile d'E. Italicum a présenté une activité antimicrobienne dépendante de la concentration sur tous les micro-organismes testés. (Bacillus subtilis, Staphylococcus aureus, Escherichia coli, Salmonella typhi, Pseudomonas aeruginosa, Aspergilus niger et Candida albicans) 